# Одейк
Одейк (нід. Odijk) — місто в нідерландській провінції Утрехт. Входить до муніципалітету Бюннік.
Його площа становить 7,18 км², а населення станом на 2021 рік складало 5 720 осіб.
До 1964 року мало статус окремого муніципалітету.

## Галерея

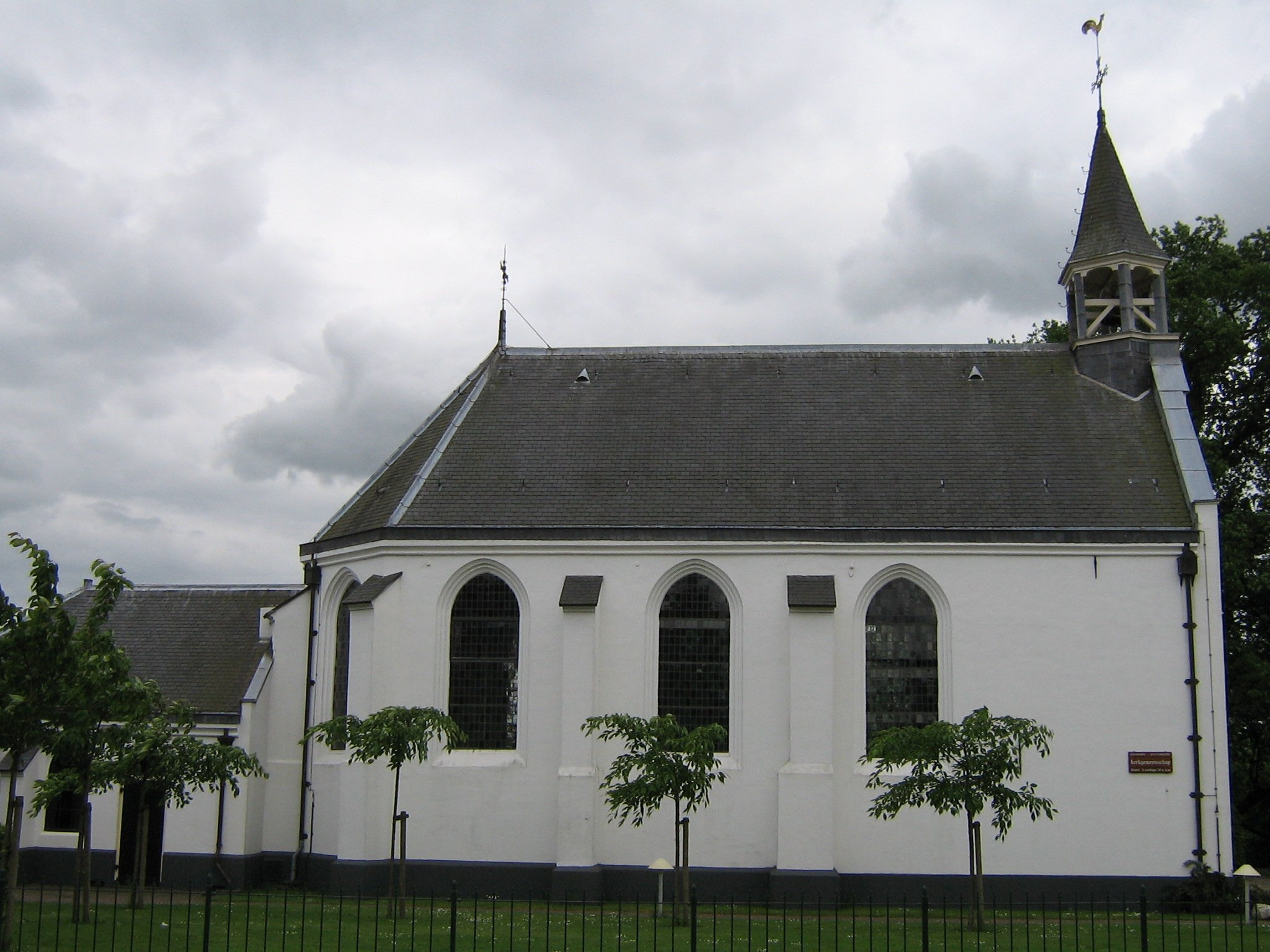
Церква в Одейку
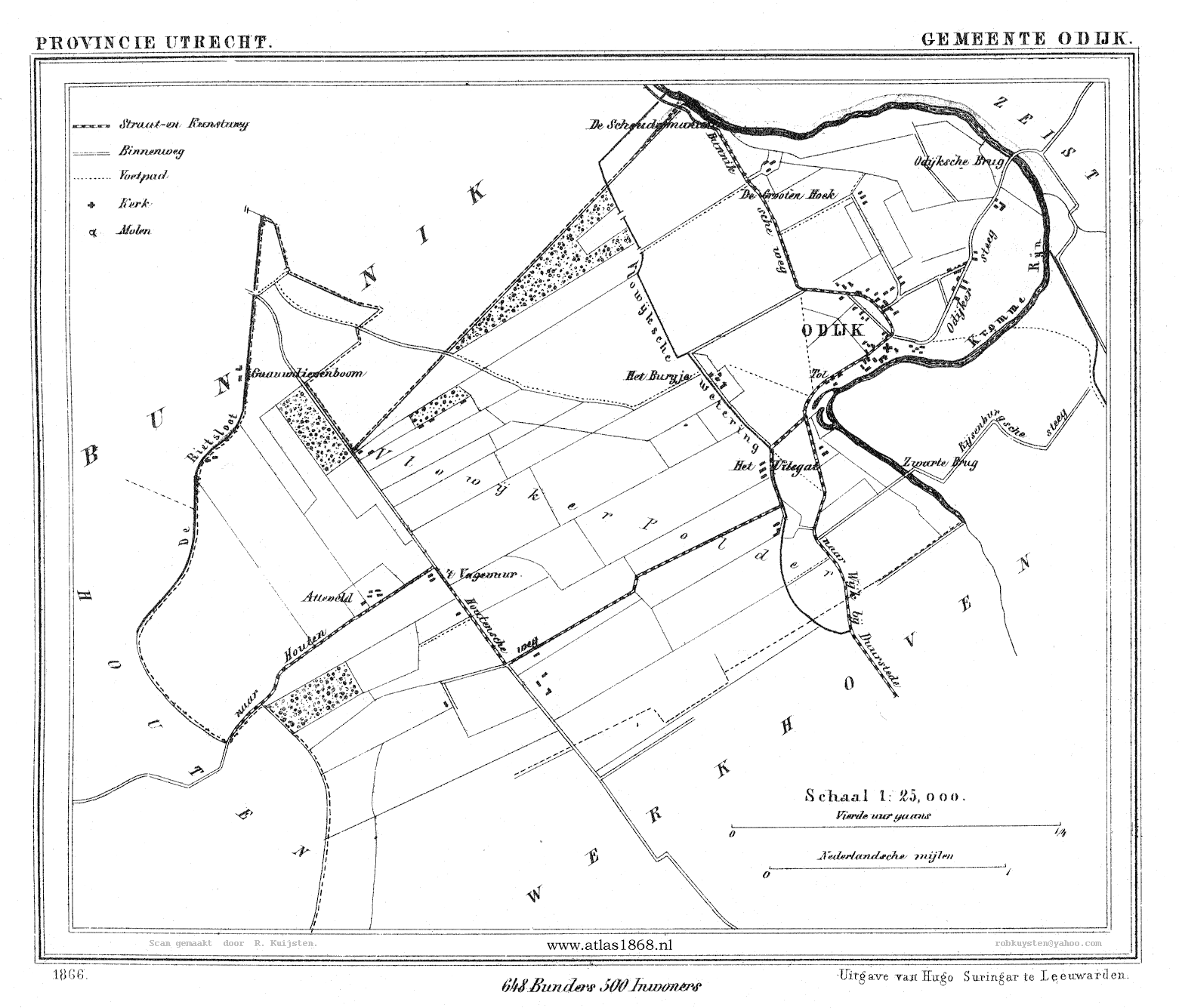
Мапа Одейка (1866)
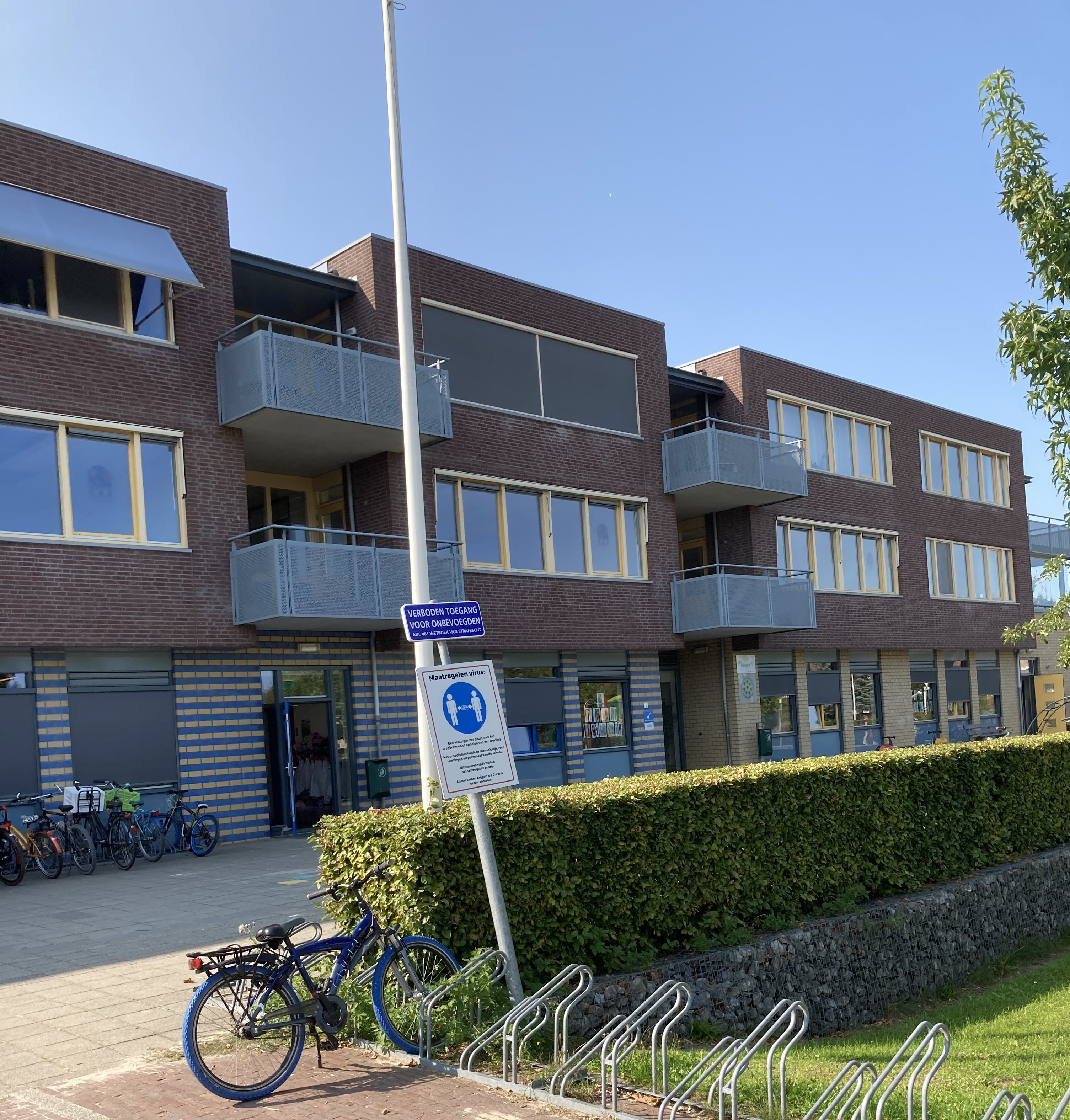
Школа у селі